# Biblioteka Główna Uniwersytetu Gdańskiego

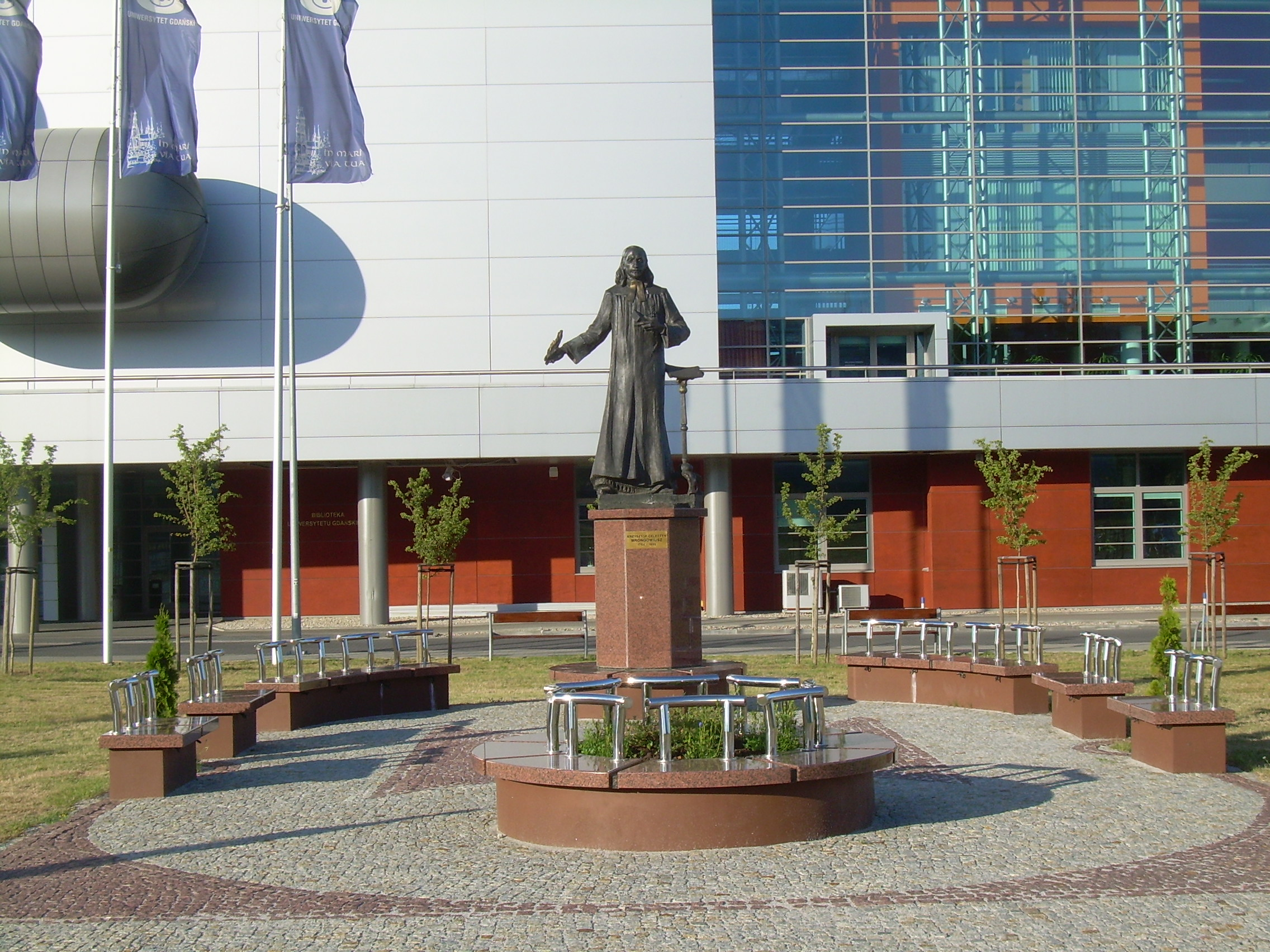
Pomnik Krzysztofa Celestyna Mrongoviusa przed biblioteką

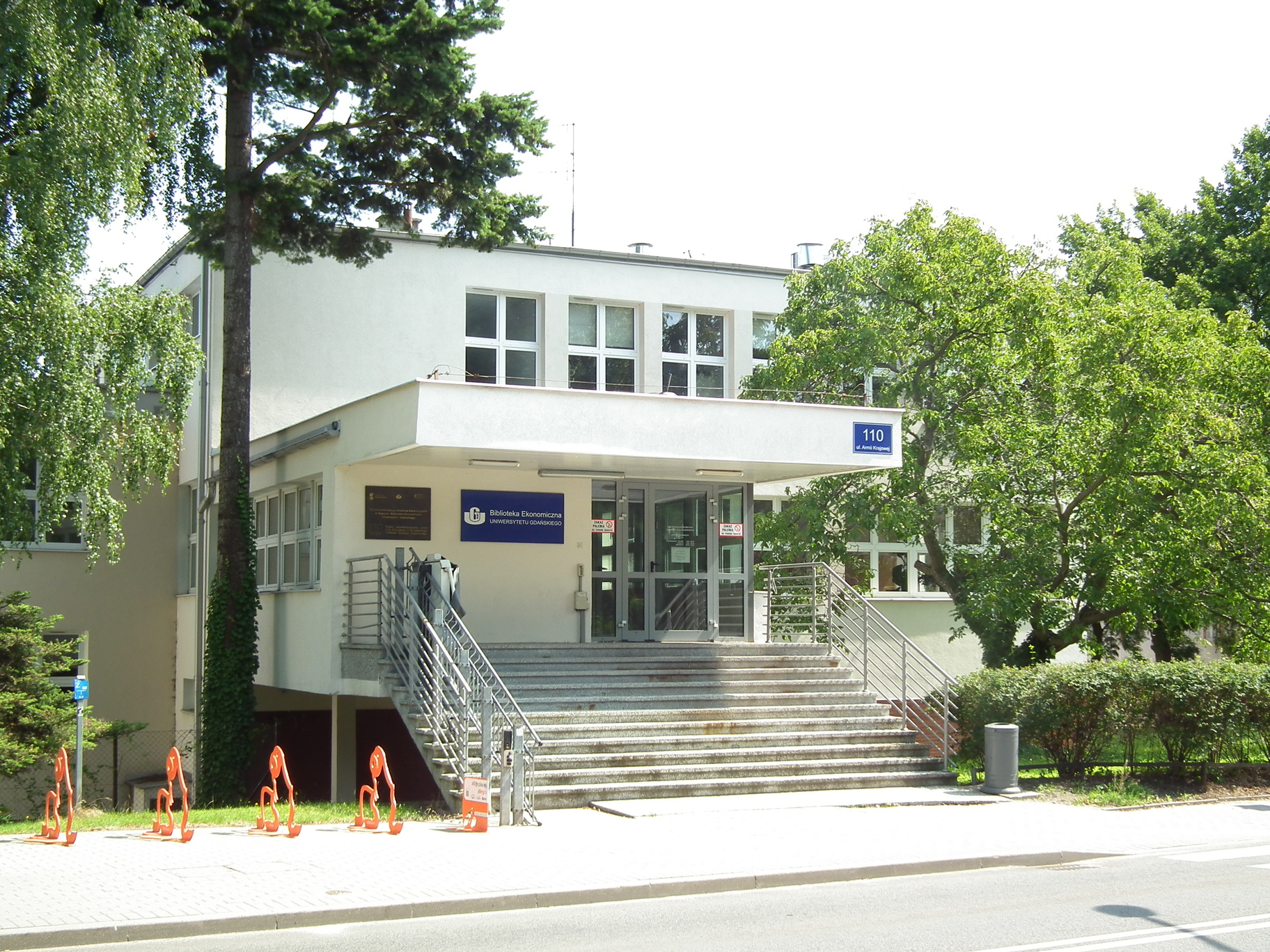
Budynek b. siedziby Biblioteki Głównej UG w Sopocie, obecnie Biblioteka Ekonomiczna UG

Biblioteka Główna Uniwersytetu Gdańskiego (BGUG) – została utworzona z bibliotek jednostek, na bazie których powstał Uniwersytet Gdański (Biblioteki Wyższej Szkoły Pedagogicznej w Gdańsku oraz Biblioteki Wyższej Szkoły Ekonomicznej w Sopocie). Działalność rozpoczęła 1 lipca 1970.

## Zbiory biblioteki
31 grudnia 2014 w zbiorach BGUG znajdowało się:
- 1 042 086 woluminów książek
- 327 590 woluminów czasopism
- 173 398 zbiory specjalne
- 113 887 tytułów czasopism elektronicznych
- 3 128 734 tytułów książek elektronicznych.

Są one na bieżąco uzupełniane m.in. 8069 tytułami czasopism krajowych i zagranicznych. Zgromadzony księgozbiór posiada charakter uniwersalny ze szczególnym uwzględnieniem dyscyplin reprezentowanych na Uniwersytecie Gdańskim, w tym szeroko pojętych zagadnień morskich. Biblioteka gromadzi także zbiory dotyczące dziejów i kultury Pomorza. 
Cenną część księgozbioru Biblioteki stanowią zbiory specjalne: rękopisy, stare druki, zbiory kartograficzne, graficzne i audiowizualne (płyty, kasety dźwiękowe, wideokasety i in.), dokumenty życia społecznego i materiały reprograficzne (mikrofilmy, mikrofisze). Od 1996 częścią tego zbioru jest również księgozbiór XIX w. Do najcenniejszych cymeliów Biblioteki należą stare druki - zabytki literatury polskiej i światowej, a w szczególności druki gdańskie, tzw. „gedaniana”. Są wśród nich dzieła wybitnych przedstawicieli historiografii gdańskiej XVI–XVIII w., m.in. Kaspra Schütza, Reinholda Curickego, Gotfryda Lengnicha i in. Pośród rękopisów na uwagę zasługuje kolekcja literacka obejmująca autografy, listy i inne dokumenty osobiste wybitnych pisarzy polskich XX w.
Od 1997 Biblioteka UG jest jedną z 17 instytucji w kraju uprawnionych do otrzymywania obowiązkowych egzemplarzy bibliotecznych.

## Nagrody
- 2007: Nagroda Prezydenta Miasta Gdańska w Dziedzinie Kultury za wkład włożony w dzieło tworzenia gdańskiej kultury[1]

## Dyrektorzy
- Arnold Kłonczyński (od 2024)[2][3]
- Roman Tabisz (2022–2024)[4][5][6]
- Grażyna Jaśkowiak (2008–2022)[7]
- Urszula Sawicka (1996–2008)[8]
- Jadwiga Łuszczyńska (1981–1996)[9]
- Zbigniew Binerowski (1970–1981)[10][11]

## Struktura organizacyjna[12]
- Biblioteka Główna
- Biblioteka Ekonomiczna UG (BEkon)
- Biblioteka Historii Kultury UG
- Biblioteka Humanistyczna UG (BHum)
- Biblioteka Matematyczno-Fizyczna UG (BMFiz)
- Biblioteka Neofilologiczna UG (BNeo)
- Biblioteka Prawna UG (BPraw)
- Czytelnia Oceanograficzna UG
- Magazyn Składowy

W systemie biblioteczno-informacyjnym Uniwersytetu Gdańskiego działa też 14 innych bibliotek, głównie jednostek naukowo-dydaktycznych, m.in.:
- Biblioteka Instytutu Filozofii, Socjologii i Dziennikarstwa
- Biblioteka Katedry Filologii Klasycznej
- Biblioteka Studium Języków Obcych

Inne biblioteki UG
- Biblioteka Centrum Herdera
- Międzyuczelniana Biblioteka Czasopism Chemicznych i Biochemicznych (przy Politechnice Gdańskiej)

## Siedziba
W październiku 2006 Bibliotekę Główną przeniesiono z Sopotu do kampusu uniwersyteckiego w Gdańsku-Oliwie. Najbliższe przystanki kolejowe to: Gdańsk Przymorze-Uniwersytet (SKM) i Gdańsk Strzyża (Polregio).